# Chumash Indijanci
Chumash (Santa Barbara Indijanci).- Ime za plemena Indijanaca koja se služe ili su se služila jezicima porodice Chumashan s kalifornijske obale, u krajevima između Estero Canyona i Malibu Baya, na tri sjeverna otoka u otočju Santa Barbara, te u bližem obalnom zaleđu.

## Ime
Ime Chumash "makers of shell bead money", dano je isprva, kaže Swanton, stanovnicima otoka Santa Rosa, kojega oni nazivaju Mascui. Ime danas označava sve grupe porodice Chumashan.

## Plemena
Chumash Indijanci podijeljeni su na sljedeće glavne skupine koje govore vlastitim jezicima i dijalektima: 
- Barbareño Chumash, na obali Santa Barbare kod Point Conceptiona i blizu rijeke Ventura River.
- Cuyama Chumash, u dolini Cuyama Rivera i gornjim dolinama Santa Maria Rivera.
- Emigdiano Chumash, u zaleđu obale.
- Island Chumash (Ysleño, Isleño), na otocima San Miguel, Santa Rosa i Santa Cruz Islands (Roseño ili Chumash, Cruzeño).
- Obispeño Chumash, sjevernije od Santa Maria Rivera do tereitorije Salinan Indijanaca.
- Purismeño Chumash, na obali između Obispeño i Barbareño Chumasha.
- Santa Ynez Chumash (Ynezeño), duž Santa Ynez River između Barbareńo i Cuyama Chumasha.
- Ventureño, on na obali od Ventura Rivera i uključujući Calleguas Creek, i većinu Santa Clara Rivera.

## Sela
- Kopnene grupe: Achililliwo, Alkash, Alkuy, Anaquwuk, Aquitsu’m, Ataxvs, Awha’y, Axwapsh, Chanu, Chena, Chvhikukunach, Chiliqin, Chimimu, Chvmoli, Chvmonimu’, Chisqio, Chitneqle, Chitpu, Chitqawi, Chixwale, Elewexe, Hawamvw, Heliyik, Helo’, He’lxman, Heqep, Hipuk, Humaliwo, Huwam, Itiyaqsh, Kach’antuk’, Kalawshaq’, Kamulus, Kanaputeqnon, Kashtayit, Kashtiq, Kasunalmu, Kayiwish, K’o’owshup, Kimishax, Kuyam, Kuya’mu, Lalimonux, Lishawato’w, Lisiqishi, Lompo’, Lonsoqoq, Lospe, Loxostox’ni, Malapwam, Mat’apxa’w, Matapxwelxwel, Mat’ilha, Mikiw, Mishopshno, Mupu, Muwu, Nipumu’, Noqto, Onomyo, Naxuwi, Petpatsu, Pismu’, Qasil, Qmimu, Q’oloq’, S’apwi, Saq’ka’ya, Saqsiyol, S’axpilil (2), S’eqp’e, Sh’ahuchu, Shalawa, Shilimaqshtush, Shimiyi, Shipuk, Shisholop (2), Shishuch’i, Shnaxalyiwi, Shniwax, Shnoxsh, Shuku, Shumpashi, Shuxwiyuxus, Sis’a, Siwaya, Siswow, Sisxulkuy, Siwaya, S’omis, Soxtonokmu, Snisewi, Sqe’ele, Sqene’n, Stemeqtatimi, Step, Stuk, Sumo, Sumuawawa, Siwil, Sxaliwilimu’, Syuxtun, Ta’apu, Ta’lopop, Tashilpun, Tech, Teqepsh, Texax, Tkiye, Tipexpa, Tipu, Tsikyiw, Tsimosmu’, Tsipxatu, Tsiqsitye, Tsitkawayu, Tsit’oyo’, Tsitxala, Tsiwikon, Tso, Washlayik, Wasna, Wenexe’l, Wexetmimu, Wililik’, Wishap, Xalam, Xana’yan (134 sela).
- Otok San Miguel (Tuqan): Niwoyomi, Tuqan (2 sela).
- Otok Santa Cruz (Limuw): Ch’ishi, L’akayamu, L’alale, Liyam, Lu’upsh, Nanawani, Mashchal, Shawa, Swaxil, Xaxas (10 sela)
- Otok Santa Rosa (Wimal): Helewashkuy, Hichimin, Nawani, Niaqla, Nilal’uy, Nimkilkil, Silimihi (8 sela)[1]

## Etnografija
Pre-kontaktni Čumaši, njih kojih 10,000, živjeli su u skladu s prirodom i od prirode, u velikim kupolastim kućama izgrađenim od kitovih kostiju i vrbovog šiblja. Kuće Čumaša mogle su primiti oko 50 osoba. Rogožina od trske služila je poput zidova, za zaštitu privatnosti. Kreveti su bili podignuti na platformama, a prostor ispod njih imao je funkciju skladištenja. 
Među kalifornijskim plemenima Čumaši su glasili kao brodograditelji i oceanski navigatori. Svoje drvene kanue gradili su od drveta sjevernokalifornijskog redwooda i katrana. Artefakte kulture Čumaša danas možemo vidjeti u Smithsonian Institute i Musee de l’Homme u Parizu.

## Povijest
Čumaši se s bijelcima susreću još ranih pedesetih 16. stoljeća (Cabrillo i Ferrelo 1542) a nakon njih 1602. i Viscaino. Misionizacija počinje sredinom druge polovice 18. stoljeća, prvo je 1772. utemeljena misija San Luis Obispo de Tolusa, po kojoj Obispeño Indijanci dobivaju svoje ime. Deset godina kasnije (1782.) podignuta je i misija San Buenaventura za Ventureño Indijance, četiri godine kasnije (1786) Santa Barbara po kojoj su prozvani Barbareño i već iduće (1787) La Purisma Concepción za pleme Purismeño. U ranom 19 stoljeću (1801) Indijanci se tajno počinju vraćati starim domorodačkim vjerovanjima ali ih i pogađaju epidemije pneumonije i difterije. Posljednja misija Santa Inez među Čumašima je izgrađena 1804, i po njoj su prozvani Indijanci Ynezeño. Ostale grupe Čumaša živjele su u zaleđu, to su Cuyama i Emigdiano, a bilo ih je i po otocima, prozvanih u španjolskom jeziku Isleño. U prvoj polovici 19. stoljeća još će ih pogađati uvezene bolesti. Godine 1844. boleštine su zbrisale Purismeño Indijance s misije La Purisma Concepción. Ostaci Čumaša, njih 105 1855. smješteno je konačno na rezervat Zanja de Cota Reservation.

## Populacija
Čumaš Populacija (1770.) iznosila je 10,000  (Kroeber), a po popisima ima ih 38 ( 1910) i 14 (1938). Popis iz 1930. pokazuje njihovu najnižu razinu populacije, i zacijelo mnogi članovi plemena nisu njime obuhvaćeni, nego su se izjašnjavali pod drugim etničkim imenima, prvenstveno Amerikancima. Godine 1974. pod imenom Čumaš nalazimo 40 Indijanaca s rezervata Santa Ynez, godine 1989. broj se penje na 223, da bi 2000. (NAHDB) procijenio njihov broj na 1,500 koji zasigurno obuhvaća većinu njihovih potomaka, mješanaca.

## Vanjske poveznice
- Chumash  Arhivirana inačica izvorne stranice od 23. listopada 2006. (Wayback Machine)
- Chumash Languages
- Chumash Indians  Arhivirana inačica izvorne stranice od 17. listopada 2006. (Wayback Machine)